# Fabio Cannavaro
Fabio Cannavaro (Napels, 13 september 1973) is een Italiaans voetbaltrainer en voormalig profvoetballer.
Cannavaro speelde gedurende zijn voetbalcarrière voor Napoli, Parma, Inter Milaan, Juventus, Real Madrid en Al-Ahli.
Daarnaast was hij aanvoerder en recordinternational van de Italiaanse nationale ploeg. In 2006 werd hij met La Squadra Azzurra wereldkampioen en werd hij uitgeroepen tot Wereldvoetballer van het Jaar.
Na zijn spelerscarrière werd hij trainer. Momenteel is hij hoofdtrainer van Serie C-team Benevento. Voorheen was hij onder andere hoofdtrainer van Guangzhou Evergrande en interim-bondscoach van China.

## Spelerscarrière

### Clubvoetbal

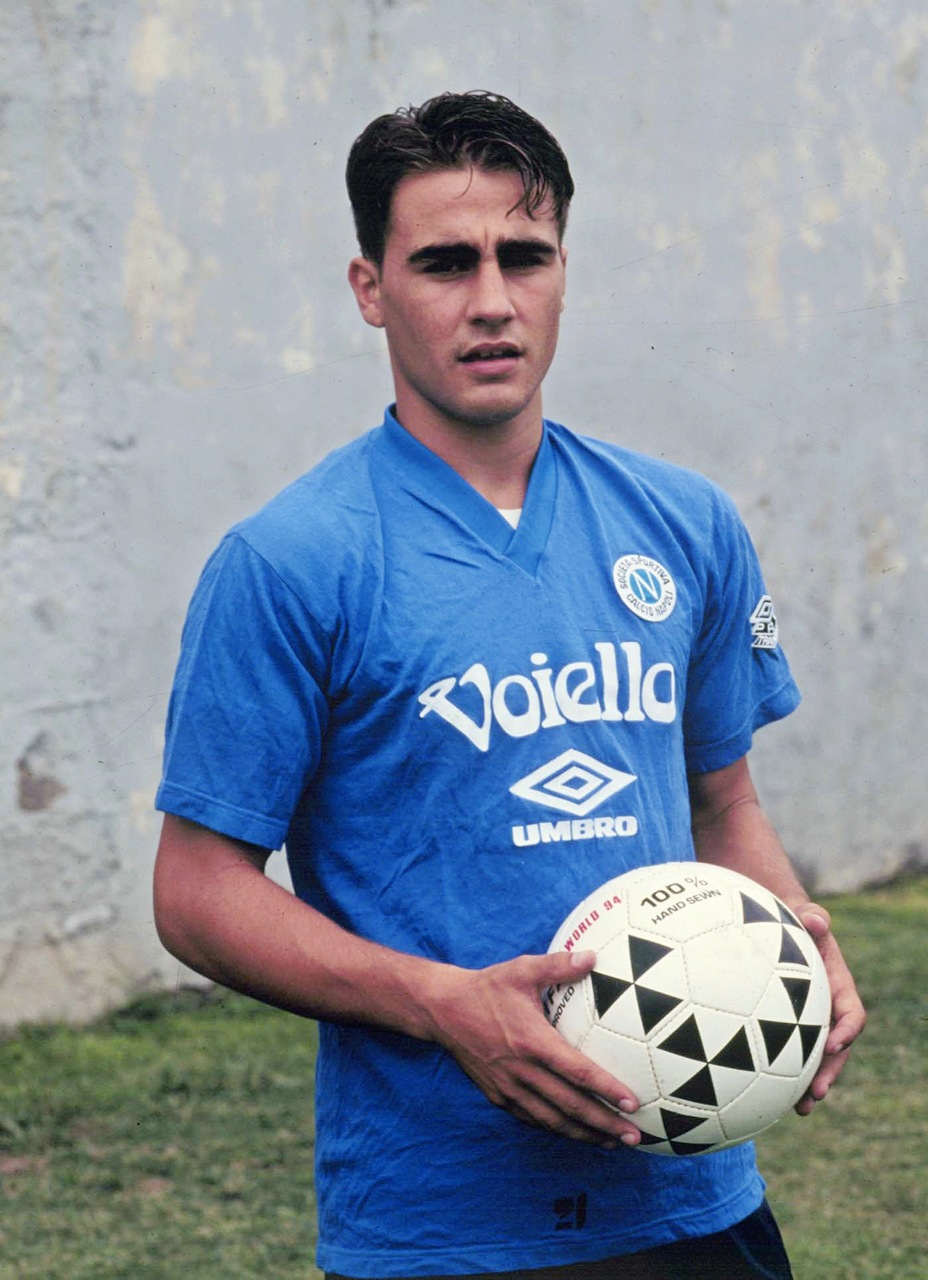
Cannavaro als jonge speler bij Napoli

Cannavaro werd geboren in Napels waar hij op jonge leeftijd voetbalde bij een club in Bagnoli, voordat hij werd opgepikt door Napoli. In de tijd dat Diego Maradona furore maakte bij Gli Azzurri was Cannavaro ballenjongen. Aanvankelijk speelde hij als middenvelder, waarna hij tot centrale verdediger werd omgeschoold.
Op 7 maart 1993 maakte hij zijn debuut in de Serie A in een uitwedstrijd tegen Juventus. Het tijdperk Maradona had Napoli echter veel geld gekost en om inkomsten te genereren werd Cannavaro verkocht aan Parma. Samen met Lilian Thuram en doelman Gianluigi Buffon vormde hij een van de beste defensies in de competitie. Hij won er in 1999 de UEFA Cup en de Coppa Italia. Ook zijn jongere broer Paolo speelde in die tijd voor de club.
Na een periode bij Internazionale tussen 2002 en 2004 werd Cannavaro in de zomer van 2004, voor 32 miljoen euro, getransfereerd naar Juventus. Hij won hier in 2005 zijn eerste scudetto. Door alle fraudeperikelen waardoor de club werd teruggezet naar de Serie B, verkaste Cannavaro naar het Spaanse Real Madrid.

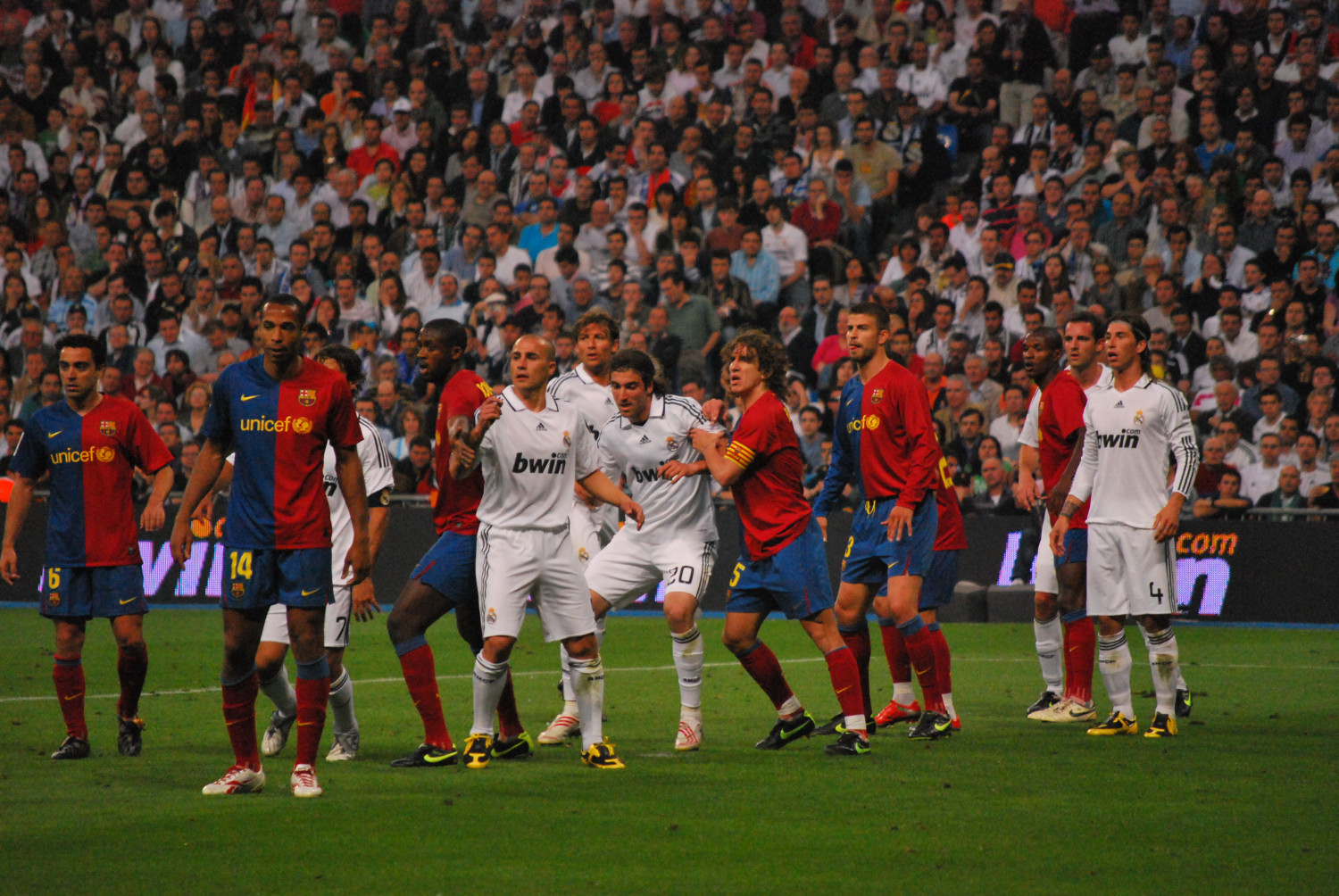
Cannavaro met Real Madrid tegen Barcelona

In de zomer van 2006 tekende hij samen met zijn ploeggenoot Emerson, een contract voor 2 jaar (met optie voor nog een jaar) bij de Madrilenen. Daar werden zij herenigd met hun oude trainer, Fabio Capello. Met Real Madrid won hij in zijn eerste seizoen de landstitel.
Na drie seizoenen bij Real Madrid keerde Cannavaro terug bij Juventus, wat inmiddels terug was gekeerd in de Serie A. Hij tekende een contract voor één seizoen. Na dit seizoen verlengde de club zijn contract niet. Zijn laatste seizoen als speler spendeerde hij bij Al-Ahli in Dubai. In 2011 zette Cannavaro een punt achter zijn voetbalcarrière.
In januari 2012 werd echter bekend dat Fabio Cannavaro zijn loopbaan zou gaan voortzetten in India. Samen met andere (voormalige) voetbalsterren werd Cannavaro gecontracteerd om het niveau van de Indiase I-League omhoog te halen. De voetbalsterren stonden onder contract bij de Celebrity Management Group, de organisator van de Indiase competitie, die de spelers middels een veiling aanbood aan de Indiase clubs. Na een geaccepteerd bod van 628.000 euro zou Cannavaro aan de slag zal gaan bij Siliguri. Het plan van de vernieuwde Indiase voetbalcompetitie vond uiteindelijk geen doorgang, waardoor ook de herstart van Cannavaro's spelerscarrière dus niet tot stand kwam.

### Nationale teams
Cannavaro vertegenwoordigde zijn vaderland op de Olympische Spelen 1996 in Atlanta, waar de Italiaanse olympische selectie onder leiding van bondscoach Cesare Maldini al in de groepsronde werd uitgeschakeld.
Cannavaro deed eveneens mee aan het Wereldkampioenschap voetbal 1998, Euro 2000, Wereldkampioenschap voetbal 2002, Euro 2004, Wereldkampioenschap voetbal 2006, en Wereldkampioenschap voetbal 2010. Op Euro 2004 en WK 2006 was Cannavaro aanvoerder van het Italiaans nationaal elftal. De gewonnen finale van het laatste toernooi was zijn 100e interland. Cannavaro stond voor de buitenwereld altijd in de schaduw van spelers als Paolo Maldini en Alessandro Nesta, maar stond toch bijna altijd in de basisformatie van de Squadra Azzurra. Op het WK 2006 werd duidelijk waarom deze leider de aanvoerdersband draagt. Zijn prestatie leverde hem de verkiezing tot Europees en Wereldvoetballer van het jaar op. Hij werd ook opgenomen in de Italiaanse selectie voor Euro 2008, maar raakte op de training van 2 juni dusdanig geblesseerd dat hij vroegtijdig naar huis moest. Zijn vervanger was Alessandro Gamberini.
Cannavaro werd op woensdag 12 augustus 2009 recordinternational van het Italiaans voetbalelftal toen hij in een oefenduel tegen Zwitserland zijn 127e interland speelde, één meer dan nummer twee Paolo Maldini. Deze titel verloor hij in oktober 2013 aan doelman Gianluigi Buffon.

### Statistieken
| Seizoen | Club           | Competitie       | Duels | Goals |
| ------- | -------------- | ---------------- | ----- | ----- |
| 1992/93 | Napoli         | Serie A          | 2     | 0     |
| 1993/94 | Napoli         | Serie A          | 27    | 0     |
| 1994/95 | Napoli         | Serie A          | 29    | 0     |
| 1995/96 | Parma          | Serie A          | 29    | 1     |
| 1996/97 | Parma          | Serie A          | 27    | 1     |
| 1997/98 | Parma          | Serie A          | 31    | 0     |
| 1998/99 | Parma          | Serie A          | 30    | 0     |
| 1999/00 | Parma          | Serie A          | 31    | 1     |
| 2000/01 | Parma          | Serie A          | 33    | 2     |
| 2001/02 | Parma          | Serie A          | 31    | 0     |
| 2002/03 | Internazionale | Serie A          | 27    | 0     |
| 2003/04 | Internazionale | Serie A          | 27    | 1     |
| 2004/05 | Juventus       | Serie A          | 38    | 2     |
| 2005/06 | Juventus       | Serie A          | 36    | 4     |
| 2006/07 | Real Madrid    | Primera División | 32    | 0     |
| 2007/08 | Real Madrid    | Primera División | 33    | 0     |
| 2008/09 | Real Madrid    | Primera División | 36    | 0     |
| 2009/10 | Juventus       | Serie A          | 27    | 0     |
| 2010/11 | Al-Ahli        | UAE Liga         | 16    | 2     |
| Totaal  | Totaal         | Totaal           | 542   | 14    |

## Trainerscarrière
Na zijn afscheid als voetballer ging Cannavaro aan de slag als ambassadeur en adviseur voor zijn laatste club Al-Ahli. Toen Cosmin Olăroiu in juli 2013 aangesteld werd als hoofdtrainer, trad Cannavaro toe tot de technische staf als assistent-trainer. De ploeg werd onder hun leiding landskampioen en bekerwinnaar van de Verenigde Arabische Emiraten.
Op 5 november 2014 verving Cannavaro zijn voormalig trainer Marcello Lippi als hoofdtrainer bij het Chinese Guangzhou Evergrande. Hij wist de successen van Lippi geen vervolg te geven, waardoor hij na een wedstrijd tegen Tianjin Teda werd ontslagen. Hij werd opgevolgd door Luiz Felipe Scolari.
In oktober van dat jaar werd Cannavaro hoofdtrainer van het Saoedische Al-Nassr. Enkele maanden later liet hij zijn contract bij de club ontbinden.
Cannavaro keerde op 9 juni 2016 terug in het Chinese voetbal, toen hij werd aangesteld als hoofdtrainer bij Tianjin Quanjian. Destijds stond de ploeg achtste op het tweede niveau. Onder leiding van Cannavaro werd de titel behaald en promoveerde de club naar het hoogste niveau. Quanjian eindigden hun debuutseizoen in de Super League op de derde plaats. Cannavaro werd in 2017 verkozen tot CFA Trainer van het Jaar.
De club maakte bekend op 6 november 2017 het ontslag van Cannavaro geaccepteerd te hebben. Drie dagen later werd bekend dat hij terugkeerde bij Guangzhou Evergrande, waar hij zijn eigen opvolger – Scolari – verving. In 2019 werd de ploeg landskampioen. Cannavaro verliet Guangzhou in september 2021.
Gedurende zijn tweede termijn bij Guangzhou functioneerde Cannavaro ook nog kortstondig als bondscoach van het Chinees voetbalelftal.
Op 21 september 2022 werd bekend dat Cannavaro voor het eerst in zijn geboorteland aan de slag ging als hoofdtrainer. Hij tekende bij Serie B-club Benevento een contract tot medio 2024.

## Erelijst
Parma
- UEFA Cup: 1998/99
- Coppa Italia: 1998/99,  2001/02
- Supercoppa Italiana: 1999

 Juventus
- Serie A: 2004/05

 Real Madrid
- Primera División: 2006/07, 2007/08
- Supercopa de España: 2008

 Italië onder 21
- Europees kampioenschap voetbal onder 21: 1994, 1996

 Italië
- Wereldkampioenschap voetbal: 2006

Als trainer
 Tianjin Quanjian
- China League One: 2016

 Guangzhou Evergrande
- China Super League: 2019
- China FA Super Cup: 2018